# 情感 (瑪麗亞·凱莉專輯)
《情感》（英語：Emotions）是美國女歌手瑪麗亞·凱莉的第2張錄音室專輯，1991年9月17日由美國哥倫比亞唱片公司全球發行，這張專輯在英美兩地的專輯榜不約而同都拿下第4名，全美銷量逾400萬張。

## 內容

### 專輯簡介
《情感》一共收錄了十首歌曲，瑪麗亞·凱莉包辦了所有的詞曲創作，她本人也參與新專輯的製作，在製作群的人選方面，除保留了首張專輯的製作人Walfer Afanasieff外，亦加入了當紅團體C+C音樂工廠的Robert Clivillés和David Cole。專輯中還有另一亮點，是傳奇女歌手卡洛爾·金（Carole King）跨刀和瑪麗亞·凱莉兩人合作了〈If It's Over〉。這張專輯原本一開始定名為「The Wind」，即是專輯最後一首歌曲的歌名，但在首支單曲〈情感〉發行之後，才將專輯名稱確定為「Emotions」。
《情感》會以迅雷不及掩耳的速度推出，主要是唱片公司的行銷策略所致。瑪麗亞·凱莉的首張專輯已經連續拿下4首冠軍單曲，唱片公司擔心歌迷們為了等待第5首單曲的推出，因而降低了購買整張專輯的意願，經過市場評估後採取見好就收策略，宣布美國地區將不再從首張專輯中推出第5首單曲。但也因為這時候歌迷們的狂熱程度未消，還有強烈的渴望需求之際，唱片公司採取打鐵趁熱手法，倉促地推出第二張專輯並補上全新單曲〈情感〉，因此沒有足夠的時間提前為《情感》宣傳打廣告，而這也間接影響了這張專輯的商業成績。

### 商業成績
瑪麗亞·凱莉的第二張個人專輯《情感》在無預警的情況下於1991年9月17日推出，當時她的首張同名專輯《瑪麗亞·凱莉》尚停留在告示牌專輯榜前40名。《情感》在10月5日進榜，首週成績空降第4名，這也是該專輯在榜內最高成績，蟬連兩週第4名之後名次始往下降，這張專輯在榜內共停留了54週，全美銷售數字經美國唱片業協會（RIAA）認證為4白金唱片，在1992年告示牌年終專輯榜中位居第22名。
《情感》共推出三首單曲，依序為〈情感〉、〈別走〉和〈讓他發生吧〉，這三首單曲都打進了告示牌單曲榜TOP 5，它們的成績依序為三週冠軍、亞軍和第5名。

### 獎項評價紀錄
美國音樂權威滾石雜誌（Rolling Stone Magazine）給了《情感》兩顆星的評等，該雜誌的樂評認為瑪麗亞·凱莉的母親遺傳給她那出色的演唱天份，被瑪麗亞·凱莉過份的濫用，整張專輯出現的高亢海豚音以及用力嘶吼聲過多了。
瑪麗亞·凱莉因《情感》入圍第34屆葛萊美獎「最佳流行女歌手」（Best Pop Vocal Performance, Female），以及與Walter Afanasieff一起入圍「年度最佳製作人」（Producer Of The Year）兩項大獎，雖然最後均未得獎。不過瑪麗亞·凱莉獲得了第19屆全美音樂獎（American Music Awards）的「最受歡迎靈魂/節奏藍調女藝人」獎。

## 專輯曲目
| 曲序 | 曲目                   | 词曲                                       | Producer(s)            | 时长 |
| ---- | ---------------------- | ------------------------------------------ | ---------------------- | ---- |
| 1.   | Emotions               | Mariah Carey, Robert Clivillés, David Cole | Carey, Clivillés, Cole | 4:09 |
| 2.   | And You Don't Remember | Carey                                      | Carey, Afanasieff      | 4:26 |
| 3.   | Can't Let Go           | Carey                                      | Carey, Afanasieff      | 4:27 |
| 4.   | Make It Happen         | Carey                                      | Carey, Clivillés, Cole | 5:10 |
| 5.   | If It's Over           | Carey, Carole King                         | Carey, King            | 4:38 |
| 6.   | You're So Cold         | Carey                                      | Carey, Clivillés       | 5:05 |
| 7.   | So Blessed             | Carey, Afanasieff                          | Carey, Afanasieff      | 4:13 |
| 8.   | To Be Around You       | Carey                                      | Carey, Cole            | 4:37 |
| 9.   | Till the End of Time   | Carey                                      | Carey, Afanasieff      | 5:35 |
| 10.  | The Wind               | Carey                                      | Carey                  | 4:41 |